# Liste der Naturdenkmale in Frankenberg/Sachsen
Die Liste der Naturdenkmale in Frankenberg/Sachsen nennt die Naturdenkmale in Frankenberg/Sachsen im sächsischen Landkreis Mittelsachsen.

## Definition
„Naturdenkmäler sind rechtsverbindlich festgesetzte Einzelschöpfungen der Natur oder entsprechende Flächen bis zu fünf Hektar, deren besonderer Schutz erforderlich ist
1. aus wissenschaftlichen, naturgeschichtlichen oder landeskundlichen Gründen oder
2. wegen ihrer Seltenheit, Eigenart oder Schönheit.“

„§ 18 – Naturdenkmäler – (zu § 28 BNatSchG)
(1) Die Erklärung nach § 22 Abs. 1 BNatSchG von Teilen von Natur und Landschaft als Naturdenkmal erfolgt durch Rechtsverordnung oder Einzelanordnung.
(2) Über § 28 Abs. 1 BNatSchG hinaus können Naturdenkmäler zur Sicherung von Lebensgemeinschaften oder Lebensstätten von im Bestand gefährdeten oder streng geschützten Arten festgesetzt werden.“

## Naturdenkmale
Link zu einem Kartenansichtstool, um Koordinaten zu setzen.
| Bild                          | Bezeichnung                               | Lage                                           | Beschreibung               | Datum       | Nummer  |
| ----------------------------- | ----------------------------------------- | ---------------------------------------------- | -------------------------- | ----------- | ------- |
| mehr Fotos \| Fotos hochladen | Stiel-Eiche an der B169 in Frankenberg    | (50° 55′ 0,6″ N, 13° 2′ 2,8″ O)                | Stieleiche – Quercus robur | 28. 9. 2012 | ND 098  |
| mehr Fotos \| Fotos hochladen | Stiel-Eiche am Schilfteich in Frankenberg | (50° 55′ 9,6″ N, 13° 1′ 58,6″ O)               | Stieleiche – Quercus robur | 28. 9. 2012 | ND 099  |
| BW                            | Schneiders Wiese                          | Hausdorf (50° 53′ 2,7″ N, 13° 6′ 16,2″ O)      | FND                        | 27. 5. 1994 | fg: 006 |
| BW                            | Mühlbacher Silurberg                      | Mühlbach (50° 54′ 1,7″ N, 13° 5′ 18,3″ O)      | FND                        | 27. 5. 1994 | fg: 163 |
| BW                            | Feuchtwiese am Goldbach                   | Hausdorf (50° 53′ 29,8″ N, 13° 6′ 19,2″ O)     | FND                        | 27. 5. 1994 | fg: 164 |
| BW                            | Quarzporphyr Obermühlbach                 | Mühlbach (50° 54′ 25,6″ N, 13° 6′ 10,6″ O)     | FND                        | 27. 5. 1994 | fg: 165 |
| BW                            | Nasswiese am Viehwegbusch                 | Langenstriegis (50° 54′ 55,9″ N, 13° 8′ 13″ O) | FND                        | 3. 5. 1995  | fg: 173 |